# Medicine Bow River
Der Medicine Bow River ist ein 269 km langer, rechter Nebenfluss des North Platte Rivers im Süden des US-Bundesstaates Wyoming.

## Verlauf
Der Medicine Bow River entspringt im North Gap Lake im Hochgebirge der Snowy Range, einer nördlichen Gebirgsgruppe der Medicine Bow Mountains, auf einer Höhe von 3327 m, rund 3 km nordöstlich des Medicine Bow Peak im westlichen Albany County. Von dort fließt er in nördliche Richtung und erreicht bereits nach rund 4 km das Carbon County, wo er im weiteren Verlauf durch den Medicine Bow National Forest durch die nördlichen Ausläufer des Gebirges fließt. Er erhält von rechts den East Fork Medicine Bow River und fließt östlich des Elk Mountain bis zum gleichnamigen Ort Elk Mountain, wo er von links den Mill Creek erhält und in östliche Richtung fließt. Der Medicine Bow River unterquert im weiteren Verlauf die Interstate 80, erhält von rechts den Wagonhound Creek und mäandriert durch die östlichen Ausläufer der Saddleback Hills. Weiter flussabwärts unterquert er den U.S Highway 30/287 und erhält mit dem Rock Creek von rechts seinen längsten Nebenfluss. Der Medicine Bow River wendet sich nach Westen und erreicht die nach ihm benannte Kleinstadt Medicine Bow, wo er den Wyoming Highway 487 passiert und einige Kilometer flussabwärts den aus den Laramie Mountains kommenden Little Medicine Bow River erhält. Der Fluss fließt weiter in westliche Richtung durch die südlichen Ausläufer der Freezeout Mountains und der Shirley Mountains und mündet schließlich in einen 16 km langen, östlichen Arm des Seminoe Reservoirs, das durch die Aufstauung des North Platte Rivers entstanden ist.

## Hydrologie
Der Medicine Bow River ist als Nebenfluss des North Platte Rivers Teil des Einzugsgebietes des Platte Rivers, der sich über Missouri und Mississippi in den Golf von Mexiko entwässert. Das Einzugsgebiet des Medicine Bow River umfasst ein Areal etwa 6200 km² und grenzt an die Einzugsgebiete von Brush Creek und French Creek im Südwesten, des Pass Creek im Westen sowie des Laramie Rivers im Osten.

## Belege
1. 1 2 3  
Medicine Bow River. In: Geographic Names Information System. United States Geological Survey, United States Department of the Interior (englisch).
2. ↑  Medicine Bow R AB Seminoe Reservoir, NR Hanna, WY. Abgerufen am 22. Juni 2024 (englisch).